# Пилипки
Пилипки (Піліпкі, пол. Pilipki) — село в Польщі, у гміні Більськ-Підляський Більського повіту Підляського воєводства. Населення — 72 особи (2011).

## Назва
Давні назви — Поріччя, Підріччя.

## Історія
Вперше згадується 1576 року.
У 1975—1998 роках село належало до Білостоцького воєводства.

## Демографія
Демографічна структура станом на 31 березня 2011 року:
|          | Загалом | Допрацездатний вік | Працездатний вік | Постпрацездатний вік |
| -------- | ------- | ------------------ | ---------------- | -------------------- |
| Чоловіки | 29      | 4                  | 17               | 8                    |
| Жінки    | 43      | 7                  | 15               | 21                   |
| Разом    | 72      | 11                 | 32               | 29                   |